# Netradiční stezka Jaroměřskem
Netradiční stezka Jaroměřskem je krátká a nenáročná ekologická naučná stezka v Jaroměři v okrese Náchod v Královéhradeckém kraji. Vede podél levého břeru veletoku Labe v geomorfologickém celku Východolabská tabule.

## Historie a popis
Netradiční stezka Jaroměřskem se zaměřuje na krajinu, přírodu a okolí vodních toků v Jaroměři. Stezka vede jižním směrem po levém břehu Labe v jeho směru a to od soutoku Úpy a Labe až za železniční trať. Byla postavena v roce 2007, má délku 840 m a tři zastavení s informačními panely. Správcem stezky je město Jaroměř. Je vhodná pro turisty i cyklisty.

## Další informace
Stezka celá leží na Labské cyklotrase (2) a je celoročně volně přístupná.

## Galerie

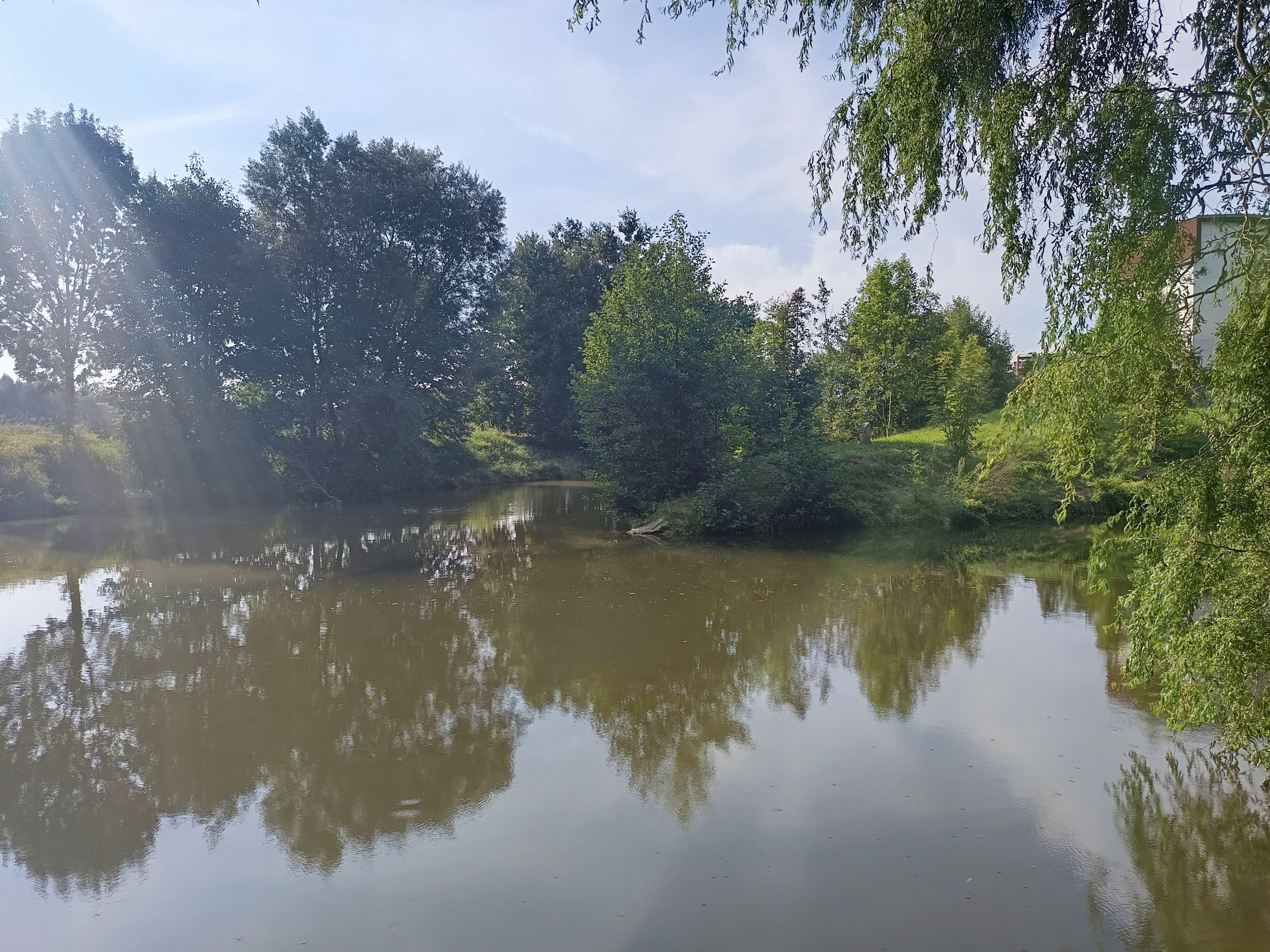
Soutok řek Úpa a Labe